# 松本正義

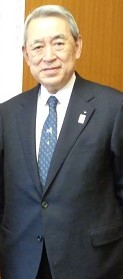
2022年

松本 正義（まつもと まさよし、1944年9月18日 - ）は、日本の実業家。住友電気工業代表取締役社長や、同社代表取締役会長、関西経済連合会会長、日本銀行参与等を歴任。住友電気工業の連結売上高を倍増させ、中興の祖とされた。東京オリンピック・パラリンピック競技大会組織委員会理事等も務めた。

## 人物
兵庫県洲本市出身。洲本市立洲本第二小学校、洲本市立洲浜中学校、兵庫県立洲本高等学校を経て、1967年一橋大学法学部卒業。商法の吉永榮助ゼミ出身。会社法の教材で使われていたトーマス・カーライルの著書『Past and Present』を読み、卒業後も座右の書としてCaptain of Industryたる理想の経営者像を学んだ。
体が丈夫で幼稚園以来社会人時代も病気での欠席を1日もせず、中学、高校と生徒会長を務め、部活動は中学では野球部のピッチャー、高校では柔道部の先鋒、大学では陸上競技部に所属し、部長だった都留重人から指導も受けた。1966年関東学生陸上競技対校選手権大会2部やり投優勝。後年には公益財団法人日本陸上競技連盟評議員や一般財団法人大阪陸上競技協会会長、大阪マラソン組織委員会会長を務めた。
長男だったため大学卒業後は関西に戻り住友電気工業に入社。粉末合金事業部に配属され、1973年から1978年までシカゴ駐在として、アメリカの自動車会社への営業を行う。1978年に帰国し、粉末合金事業部で海外販売網整備にあたる。
1985年から1992年まで海外事業部業務部でロンドン駐在（Sumitomo Electric Europe S.A.社長）。1992年1月に自動車企画部長に就任。M&Aを進め、1995年には技術開発力の強化のため、ハーネス総合技術研究所（現オートネットワーク技術研究所）を設立。支配人兼中部支社長を経て、1997年に取締役支配人中部支社長、1999年に常務取締役、2003年に代表取締役専務取締役。
2004年住友電気工業代表取締役社長に就任。「グロリアス　エクセレント　カンパニー」構想の下、経営を進め、
2016年度には連結売上高で就任時の2倍となる2兆9330億円を達成する などし、同社中興の祖とされる。2009年度の役員報酬は1億2400万円、2012年の役員報酬は1億2800万円、2013年の役員報酬は1億4800万円、2014年の役員報酬は1億4700万円。
2017年、住友電気工業代表取締役会長に就任。同年関西経済連合会会長及び日本銀行参与に就任。2025日本万国博覧会誘致委員会会長代行等も兼務し、2025年万国博覧会の大阪招致構想や統合型リゾート誘致にあたる。
この間2008年に社団法人如水会副理事長に就任。2010年に社団法人中央電気倶楽部理事長、社団法人如水会理事長に就任、2011年には公益社団法人関西経済連合会副会長に就任、2014年から一般財団法人東京オリンピック・パラリンピック競技大会組織委員会理事。また社団法人日本経済団体連合会理事、社団法人日本電線工業会会長、日本国際貿易促進協会副会長、大阪商工会議所評議員、財団法人海外通信・放送コンサルティング協力理事、国立大学法人一橋大学理事、公益財団法人一橋大学後援会理事長、独立行政法人産業技術総合研究所監事、公益社団法人日本生産性本部幹事会幹事、通信電線線材協会会長、社団法人日本ファインセラミックス協会理事、一般社団法人日本MOT振興協会副会長、順心会看護医療大学後援会会長、公益財団法人住友財団評議員、社団法人日本メタル経済研究所理事、国立大学法人一橋大学社会科学の発展を考える円卓会議委員、関西文化学術研究都市建設推進協議会会長、関西高速道路ネットワーク推進協議会会長、一般財団法人関西観光本部理事長 等も務める。